# Вальдсхутская война
Вальдсхутская война (также Шаффхаузенская война) (нем. Waldshuterkrieg, нем. Schaffhauserkrieg) — ряд военных конфликтов 1468 года между дворянством Зундгау, Брайсгау, Клетгау, Хегау и Передней Австрии под властью герцога Сигизмунда Габсбурга и восемью кантонами Швейцарского союза, и союзных им немецких городов. В центре боевых действий находился Вальдсхут, который был осажден и частично разрушен.

## Предыстория
Во 2-й пол. XV в. участились конфликты между Габсбургским дворянством и городами на юге Германии. Дворяне часто нисходили до уровня баронов-разбойников и всё чаще нападали на купцов. Швейцарский союз пытался использовать эти разногласия для расширения своей власти к северу от Рейна, и заключил оборонительные союзы с городами Шаффхаузен (1454 г.), Ротвайль (1463 г.) и Мюлуз (1466 г.).

### Конфликт в Шаффхаузене
1 июня 1454 г. город Шаффхаузен заключил 25-летний союз с кантонами Цюрих, Берн, Люцерн, Швиц, Цуг и Гларус после того, как Бильгери фон Хайдорф захотел снова подчинить Шаффхаузен Габсбургам. В 1467 г. он захватил мэра Ганса-ам-Стада недалеко от Ансельфингена и освободил его только после уплаты выкупа в 1800 гульденов. Швейцарцы отправили подкрепление в Шаффхаузен, и отряд из Унтервальдена под командованием капитана Каспара Коллера предпринял рейд через Клетгау.

### Конфликт в Мюлузе
17 июня 1466 г. город Мюлуз подписал 25-летний союз с Берном и Золотурном. Мюлуз, находившийся под сильным давлением дворянства в необъявленной малой войне, хотел военного решения и, доверившись договору, перешел в наступление. В апреле 1468 г. мюлузские войска напали на принадлежавшие знати деревни Риксайм и Сосайм. Сословия Передней Австрии 15 мая 1468 г. привели войско в 4 тыс. человек к Мюлузу и опустошили его окрестности. 18 июня Берн, Золотурн и Фрайбург подписали в Юхтланде письмо вражды герцогу Сигизмунду, вскоре за ними последовали и другие швейцарские города.

### Сундгауэрцуг
25 июня 1468 г. бернцы и золотурнцы вошли в Сундгау, оставляя разрушения на пути из Базеля на Мюлуз через Блотзайм, Бартенайм и Хабсгейм. Контингенты Цюриха и Швица последовали за этой первой колонной. Войска из центральных швейцарских городов двинулись через города левого берега Рейна на Мюлуз. 6 июля три колонны швейцарцев между Таном и Мюльхаузеном сошлись на Оксенфельде, ожидая генерального боя с австрийцами, которые так и не подошли. После этого швейцарцы попытались взять город Танн. В то же время отряд из 1000 человек был отправлен в Шаффхаузен через Вер и Тинген. 16 июля швейцарцы вышли из Сундгау через Базель, перенеся военные действия на восток.

## Силы сторон

### Гасббурги и их союзники
Около 800 человек были доступны для защиты города Вальдсхут под командованием Вернера фон Раиля. Среди защитников также были Вильгельм Гертер фон Хертнек и Бильгери фон Хойдорф. Когда швейцарцы впервые вторглись в Клетгау, местная знать бежала в Вальдсхут. Австрийские города Брайзах, Нойенбург-ам-Райн и Фрайбург-им-Брайсгау отправили вспомогательные отряды.
Вальдсхут был окружен кольцевой стеной с пятью башнями, которой предшествовал глубокий ров и частично Рейн.
Рыцарство Брайсгау заняло Высокий Рейн между Райнфельденом и Лауфенбургом, а контингенты из Брайсгау в западной Австрии заняли Шварцвальд, чтобы предотвратить присоединение его населения к швейцарцам. Синизмунд также разместил здесь чешские войска. Достоверных сведений об общем количестве австрийских войск в войне, нет, но оно явно превышало количество пребывавших в Вальдсхуте защитников.
Маркграф Бадена Карл I опасался, что швейцарцы могут напасть на отошедшее к его семье в 1415 г. маркграфство Баден-Хахберг из Мюлуза, и он также предоставил войска для занятия других городов Вальдштетте. Граф Вюртемберга Ульрих V также вооружился после того, как распространились слухи о том, что швейцарцы хотят осадить Филлинген. Баварский герцог Людвиг Богатый предложил Сигизмунду свою помощь и посредничество.
Более крупное вторжение и оккупация Шварцвальда, вероятно, побудили бы к действию южногерманских князей, которые не проявляли особого желания активно помогать при возникновении угрозы пограничному городу Вальдсхут.

### Силы швейцарцев

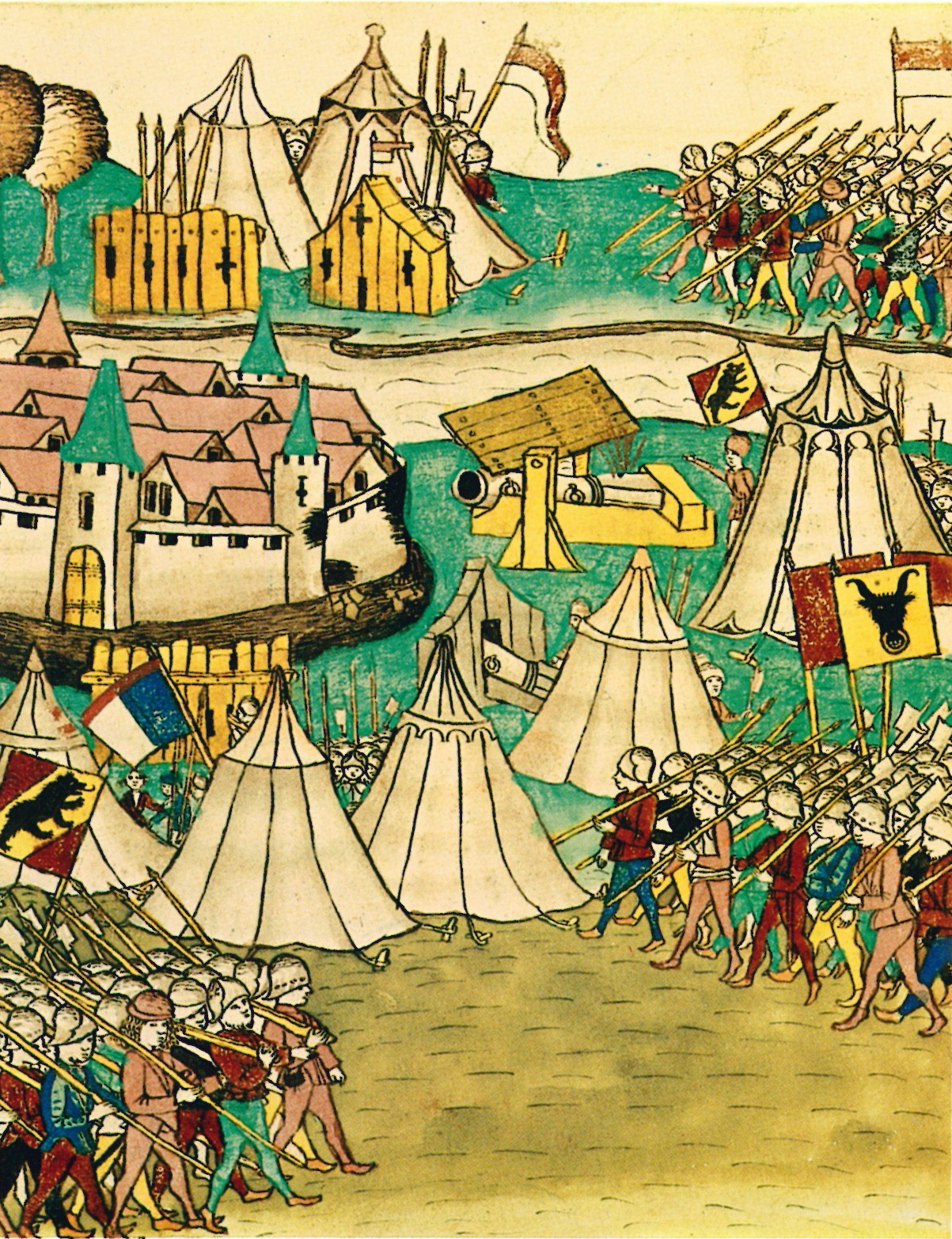
Прибытие бернских войск к осажденному городу Вальдсхут.

Союзы с Мюлузом и Шаффхаузеном были заключены только рядом участников союза VIII кантонов, но в войне приняли участие все они, включая противостоявших друг другу и аббата Санкт-Галлена. У швейцарцев не было верховного главнокомандующего, решения принимались советом капитанов. Капитаны различных кантонов также поддерживали переписку со своими родными городами и иногда должны были снова получать от них разрешения. Однако капитан Цюриха считался первым капитаном, созывавшим совет.
Цюрихскую команду возглавил Эберхард Оттикон. Одним из капитанов цюрихского контингента был будущий мэр и командующий армией Ганс Вальдманн. Летописец Петерманн Эттерлин был среди люцернских войск. Бернцев возглавляли Петерманн фон Ваберн, Никлаус фон Шарнахталь и Никлаус фон Дисбах.
Осадная армия к концу боевых действий достигла общей численности в 16 тыс. челове, после того как из их родных городов прибыли подкрепления. Набеги на Шварцвальд и обеспечение изоляции города от помощи поглотили часть сил. Вальдсхут обстреливался с Рейна двумя кораблями Берна и одним — Люцерна.

## Ход событий
Пока основные силы швейцарцев все ещё находились в Зундгау, они также отправили подкрепление в 2 тыс. солдат в Шаффхаузен. 27 июня оттуда под командованием цюрихского капитана Феликса Келлера они выдвинулись через разграбленное Клетгау и 29 июня взяли Эрцинген.

### Вторжение в Шварцвальд
6 июля был совершён очередной набег на Шварцвальд, целью избрали верное Габсбургам аббатство Святого Власия. В Бюрглене и Индлекофенские было разграблено монастырское имущество. В Реметшвиле они встретили летце, которую защищали крестьяне Хауэнштейна. После того как 7 июля они заняли эту оборонительную линию двумя колоннами из Шаффхаузена и из Зундгау, путь на Санкт-Блазиен был для них открыт. Аббат Кристоф фон Гройт встретил их у домов и платой 1,5 тыс. гульденов смог развернуть их обратно, по пути они сожгли Вальдкирх и заняли ленное владение Констанцского епископства отрядом в 600 человек во главе с Бильгери фон Хейдорфом.
Австрийский гофмейстер Якоб Трапп попросил аббатство переселить гражданское население во Фрайбург и выразил опасение, что весь Шварцвальд станет швейцарским.

### Осада Вальдсхута

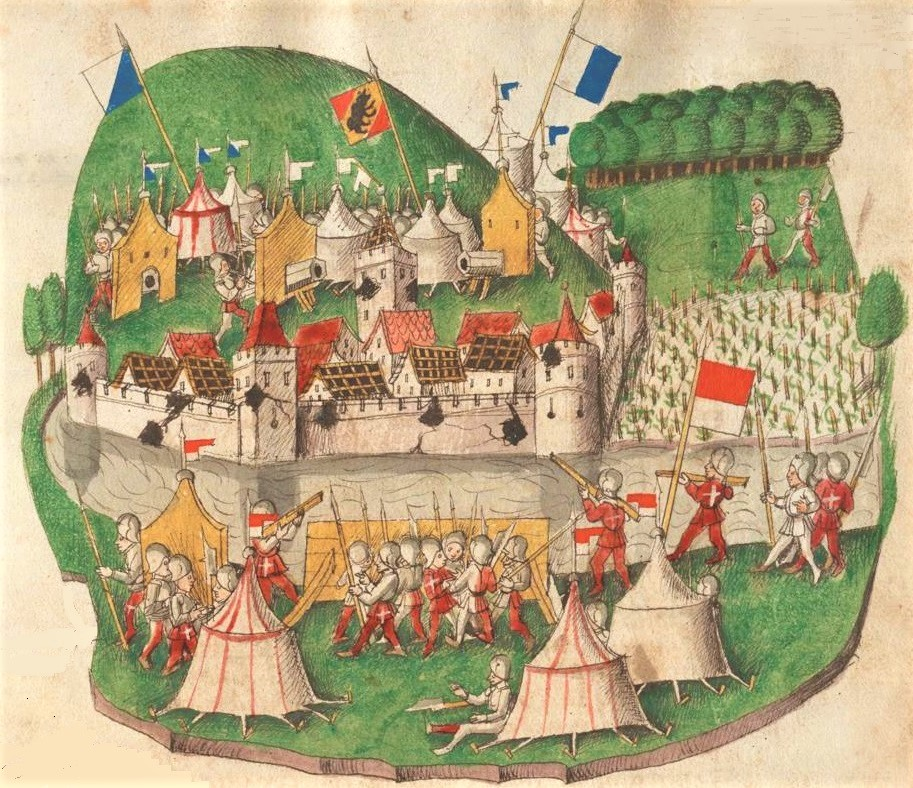
Конфедераты осаждают Вальдсхут (Чахтланхроник, 1470 г.)

19 июля на Рафцерфельде были собраны значительные части конфедератов из Зундгауэрцуга. 20 июля на собрании в Люцерне голосами Ури, Швица, Унтервальдена, Цуга, Гларуса и Шаффхаузена было решено начать войну в Вальдсхуте. Первыми 22 июля на южном берегу Рейна возле Вальдсхута прибыл отряд Люцерна с выходцами из Гларуса, Швица и Цуга, а контингенты Цюрих и Шаффхаузен продвинулись из Тингена, где они находились с 20 июля. Остальные войска и, прежде всего, большие главные артиллерийские орудия Цюриха и Берна для обстрела городских стен подходили один за другим, так что первая канонада города началась 29 июля. Говорят, что во время осады по городу и его укреплениям было выпущено около 280 тяжелых каменных шаров, а также 248 более мелких из мортир. В результате обстрелов также были разрушены городские мельницы, которые жители в будущем заменили беговыми дорожками. Так как осаждающие перекрыли подачу воды в город, а черпать воду из Рейна было опасно из-за обстрела, у Рейнских ворот был вырыт колодец.
Якоб Трапп организовал две попытки снабдить город боеприпасами и провизией. В ночь с 3 на 4 августа из Лауфенбурга был сформирован отряд в 1,2 тыс. человек, который двинулся по левому берегу Рейна к Фулль-Ройенталь и пытался оттуда переправиться через Рейн в город. Хотя кольцо осады здесь было слабо укомплектовано людьми, попытка в значительной степени провалилась — только 200 человек достигли города с некоторыми припасами. Вторая попытка пройти по тому же маршруту с 8 по 9 августа полностью провалилась, потому что тем временем швейцарцы увеличили свою команду здесь до 400 человек. Гарнизон города не остался безучастным и совершил несколько вылазок, в которых осаждающие понесли потери.
Ландфогт Тюринг III фон Хальвиль разместил свой штаб в Лауфенбурге, а укрепленную позицию между Альббрукком и Догерном заняли 1300 человек. В районе Сен-Блазиен Сигизмунд собрал около 1500 чешских войск, которые, однако, так и не приняли действенного участия в сражении.
Из-за известий об австрийских войсках и слухов о подкреплении под командованием Сигизмунда конфедераты потребовали 10 августа помощи из своих родных городов, доведя численность осаждающей армии до 16 тыс. человек.
Ситуация со снабжением в городе все больше ухудшалась; городские укрепления были сильно повреждены постоянными артиллерийскими обстрелами, и Габсбурги и дворянство не желали и не могли предпринять решительный рывок для освобождения города.
На 17 августа конфедераты запланировали штурм города, который должен был состояться через два дня. Однако в то же время мирные переговоры уже шли, и штурм был отложен, что вызвало серьёзные разногласия между Цюрихом и Берном.
21 августа при поддержке Швица, Гларуса и Аппенцелля жители Люцерна совершили набег на Бонндорф-им-Шварцвальд, который был сожжен. При отступлении этот отряд был атакован отрядами эрцгерцога и смог доставить добычу (в том числе 400 голов крупного рогатого скота) в лагерь только с помощью Цюриха и Цуга. 24 августа ещё шли бои у Альббрюкер-Шанце.

#### Легенда об обмане осаждающих
Народная молва объясняла нерешительность швейцарцев уловкой осаждённых: чтобы скрыть катастрофическое положение с продовольствием, гарнизон на городских стенах привёл откормленного барана. В другом вариант молодые подмастерья перекинули животное через крепостную стену в швейцарский лагерь, издевательски предлагая разделить их изобилие. Основные черты этой легенды можно найти в сказках из разных областей. Счастливый конец осады отмечается ежегодно в городе в августовском празднике Чилби, в ходе которого крестят и разыгрывают барана.

## Мирный договор и его последствия

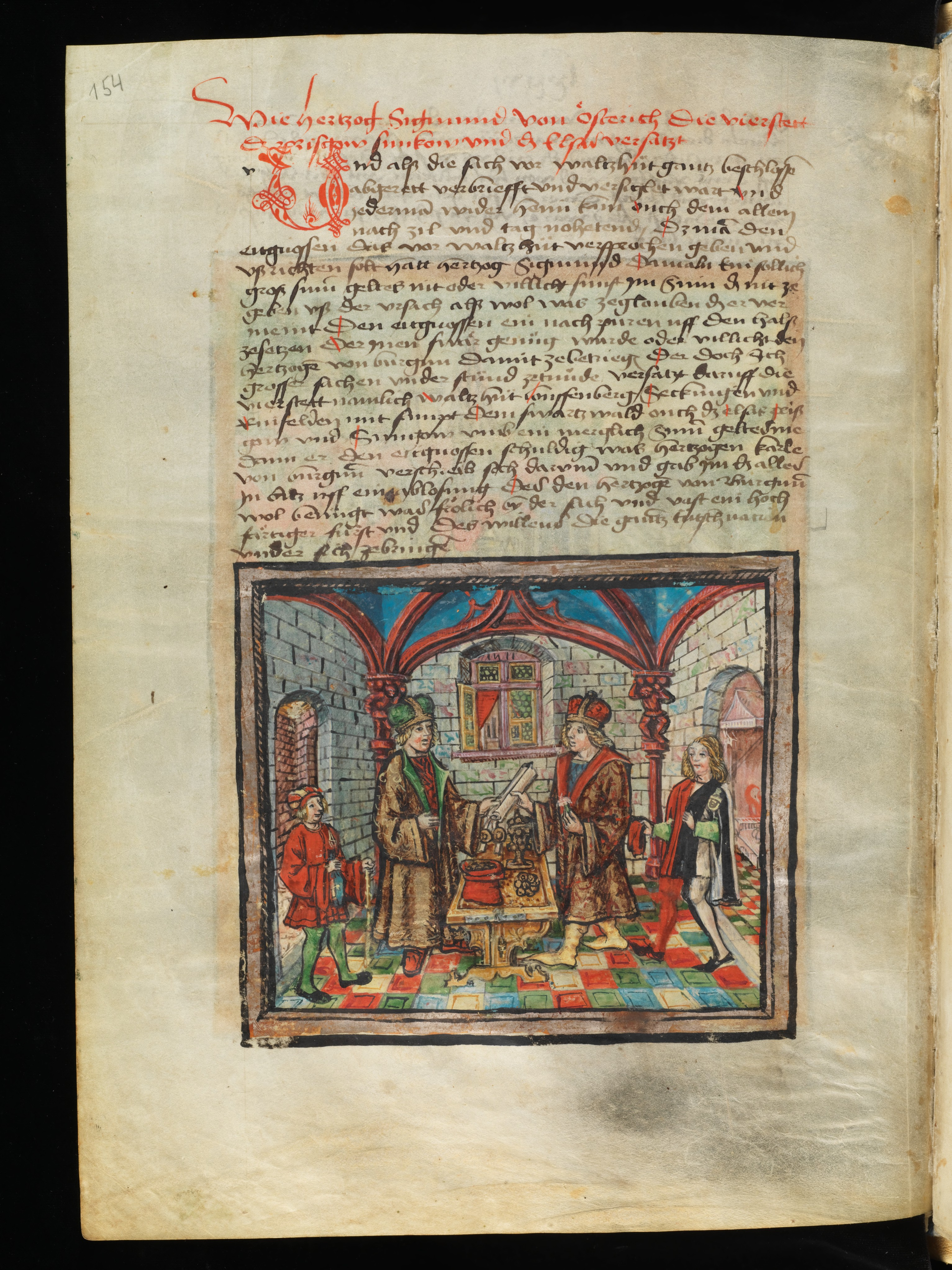
Договор о передаче Брайсгау, Сундгауса и Эльзаса герцогом Сигимундом Австрийским герцогу Карлу Бургундскому в залог.

В частности, город Базель через его мэра Петера Рота и князей-епископов Базеля Иоганна В. фон Веннингена и Констанца Германа III фон Брайтенланденберга пытался установить мир между союзом и Габсбургами. Советники герцога Людвига Баварского и маркграфа Рудольфа фон Хахберг-Заузенберга, за столом которых сидел Ганс фон Флахсланден, пытались выступить посредниками. 14 августа 1468 г. посредники вышли на связь с федеральными капитанами, а 16 августа начались мирные переговоры в Догерне, где 27 августа был подписан мирный договор (т. н. Вальдсхутское направление). По этому контракту герцог Зигмунд Австро-Тирольский обязался выплатить военную контрибуцию в размере 10 000 гульденов к 24 июня 1469 года. Конфедераты использовали Вальдсхут и Шварцвальд Нижней Австрии в качестве обеспечения безопасности.Вальдсхутская война почти не привела к территориальным изменениям. Единственным исключением было правление Вессенберга к югу от Рейна с деревнями Хоттвиль и Мандах, которые были завоеваны Берном и присоединены к шенкенбергскому приставу.
Осада была снята 28 августа. По Сент-Омерскому договору Сигизмунд занял 50 тыс. гульденов у герцога Бургунди Карла Смелого в обмен на залог в виде предгорий в Брейсгау и Верхнем Эльзасе. Сначала комиссия во главе с маркграфом Рудольфом фон Хахберг-Заузенбергом взяла на себя управление и подготовила отчет о состоянии заложенных земель. Карл назначил Петера фон Хагенбаха судебным приставом, вступившем в должность в ноябре. Сигизгмунд выплатил швейцарцам военное возмещение 23 июня 1469 года. Однако мэру Шаффхаузена пришлось ждать выплаты выкупа в 1,8 тыс. гульденов до 1476 г., на который он также имел право по контракту. Император Фридрих III, двоюродный брат герцога Сигизмунда, объявил мирный договор недействительным 26 мая 1469 года и 31 августа наложил имперскую опалу на Швейцарский союз. Однако и то, и другое не имело последствий.
Хотя сам Вальдсхут сильно пострадал от осады, с другой стороны, император Фридрих III 21 ноября 1468 г. даровал ему привилегии города, а 24 февраля 1469 г. город получил право облагать налогом весь проходивший по рекам Ааре, Ройсс и Лиммат импорт. Герцог Сигизмунд издал городу письмо о возмещении ущерба 8 сентября 1468 г., ради чего отдал в залог право на налогообложение дорог.
Французский король Людовик XI. пытался привлечь швейцарцев и Сигизмунда в союз против Бургундии, выступив посредником в заключении мира между ними. После того, как Карл Смелый пал в битве при Нанси в 1477 г., герцог Зигмунд вернул себе заложенные земли, не выплатив установленной суммы.

## Память
К защитникам города относились и молодые подмастерья, союз которых составляет старейшая из ныне существующих цехов Германии — Бакалаврское общество 1468 Вальдсхут. Окончание осады отмечается ежегодно в третье воскресенье августа праздником Вальдсхут Чилби. В память о командире защитников улица в Вальдсхуте была названа в честь Вернера фон Шинена.